# 日本腔吻鱈
日本腔吻鱈（学名：Coelorhynchus japonicus），又稱日本鬚鱈，為輻鰭魚綱鱈形目鼠尾鱈科的其中一種。分布于日本本州以南以及东中国海琉球海沟北部到台湾东侧太平洋海区等，属于水深300-1000米远洋底层鱼类。该物种的模式产地在日本长崎。

## 深度
水深300至1000公尺。

## 特徵
本魚身體側扁且長，越往後越尖細，吻長且尖，吻端有一硬棘。鼻骨前側邊緣完全被骨支托。吻部腹面完全被鱗；頭部稜脊發達具特化之強棘鱗，頭部頂端之上枕區鱗棘列數一列，身體上的鱗片較小，呈六角形，不易脫落，鱗列3至6列呈放射狀排列。發光器呈短桿狀，自肛門起點延伸至兩腹鰭間。肛門緊鄰臀鰭起點。腹鰭部位具有灰斑；口大呈暗褐色。體長可達75公分。

## 生態
棲息於深海沙泥底質中，以頤下的短鬚探索泥底之底棲魚類或無脊椎動物，作為食物來源。有小群聚之行為，產卵期二月至四月。

## 經濟利用
個體較大型，軀幹部份可食。捕獲數量甚多，有時可見於魚市場；小型個體則作為下雜魚。